# Stibaena
Stibaena là một chi bướm đêm thuộc họ Erebidae.